# Haliaeetus leucoryphus
L'aquila pescatrice di Pallas (Haliaeetus leucoryphus Pallas, 1771) è un uccello della famiglia degli Accipitridi.

## Etimologia
Haliaeetus deriva dalle due parole greche haloskk, e aetos che significano rispettivamente «mare» e «aquila»; leucoryphus deriva dal greco leukos, che significa «bianco», e koruphos, che significa «coronato» o «con la corona bianca». «Pallas» ha origine dal nome Peter Simon Pallas (1741-1811), zoologo tedesco che raccolse il primo individuo di quest'aquila nel tratto terminale del fiume Ural vicino al Mar Caspio.

## Descrizione
L'aquila pescatrice di Pallas misura 76–84 cm di lunghezza, ha un'apertura alare di 180–205 cm e pesa 2000-3700 g. È una grande aquila scura decisamente più piccola e con le ali più strette dell'aquila di mare. Il piumaggio adulto viene raggiunto in 4 o 5 anni. I sessi sono simili nel piumaggio; le femmine sono più grandi. Negli individui posati le estremità delle ali sono più corte della punta della coda. L'adulto presenta il capo e il collo di un bianco spento, mentre le remiganti e le copritrici sono marrone scuro. La parte superiore del dorso e le parti inferiori sono rossiccio-marrone scuro. La coda nera presenta un'ampia banda bianca nella parte centrale. L'occhio è grigio-marrone chiaro, il becco e la cera sono grigio opaco. Il giovane è interamente marrone più chiaro, tranne per le remiganti, la coda e per le macchie auricolari di colore bruno e per una barra bianca attraverso il sottoala che, assieme alle 3-5 primarie interne bianche, forma una «M» chiara nel sottoala, evidente soprattutto negli individui distanti. Il dorso e le copritrici superiori dell'ala sono un po' più chiari delle remiganti, tanto che le parti superiori risultano contrastate. Le parti inferiori sono spesso sbiadite, bianco sporco o crema. Molte penne del capo mutate conferiscono un aspetto «a cappuccio» scuro. L'occhio è marrone scuro, il becco e la cera sono scuri.

## Distribuzione e habitat
L'aquila pescatrice di Pallas occupa un areale molto esteso, che comprende Kazakistan, Russia meridionale, Tagikistan, Turkmenistan, Uzbekistan, Mongolia, Cina e, più a sud, India settentrionale, Pakistan, Bhutan, Bangladesh e Myanmar. Essendo una specie migratrice, può fare la sua comparsa come specie di passaggio o visitatrice invernale in Nepal e Afghanistan. Si ritiene che i principali siti di nidificazione siano situati in Cina, Mongolia e nel subcontinente indiano. Nel corso del XX secolo in Cina, Pakistan, India, Nepal e Bangladesh, il numero di esemplari appartenenti a questa specie è notevolmente diminuito.
Abita in zone umide, in particolare sulle sponde di laghi e fiumi di notevoli dimensioni, sia di pianura che di montagna, e può spingersi fino a 5000 m di quota. Nidifica su alberi in prossimità dell'acqua o, nelle zone d'altitudine, su scarpate rocciose.

## Biologia

### Dieta e alimentazione
Con una spiccata tendenza verso la pirateria, l'aquila pescatrice di Pallas ha abitudini alimentari opportunistiche e generaliste: si nutre sia di prede vive che di carogne, e spesso costringe altri uccelli ad abbandonare la loro preda. Talvolta porta via anche pesci dalle fattorie ittiche e depreda i pescatori. Si nutre specialmente di pesci, che cattura soprattutto in superficie piuttosto che immergendosi. Consuma anche rane, tartarughe, rettili, uccelli acquatici e nidiacei. La sua dieta varia notevolmente da una regione all'altra dell'areale, essendo composta interamente da rane e tartarughe in una regione, o interamente da uccelli acquatici presso un lago privo di pesci della Salt Range, nel Punjab.

### Riproduzione

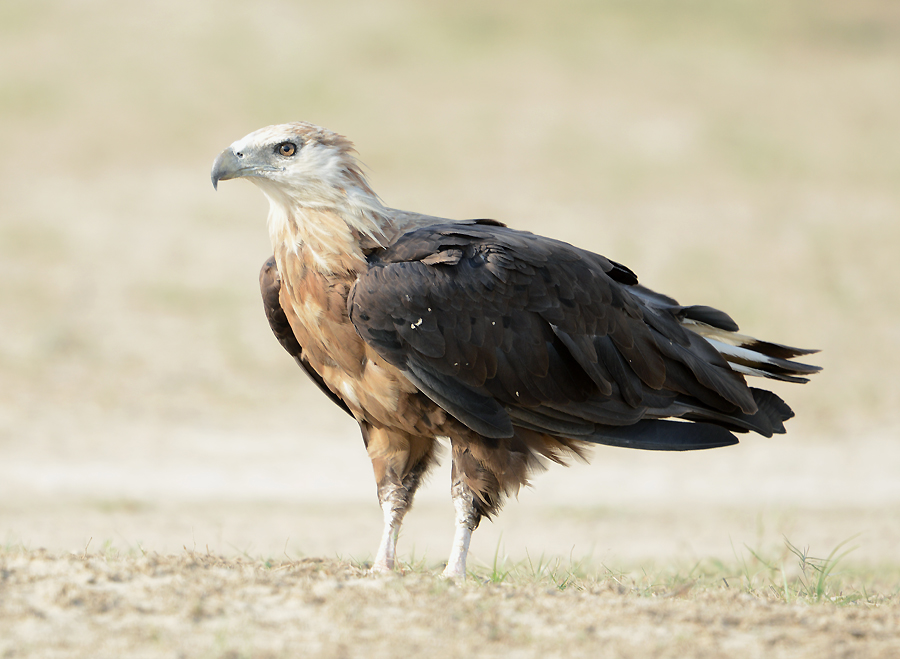
Un esemplare nel Jim Corbett National Park (Uttarakhand).

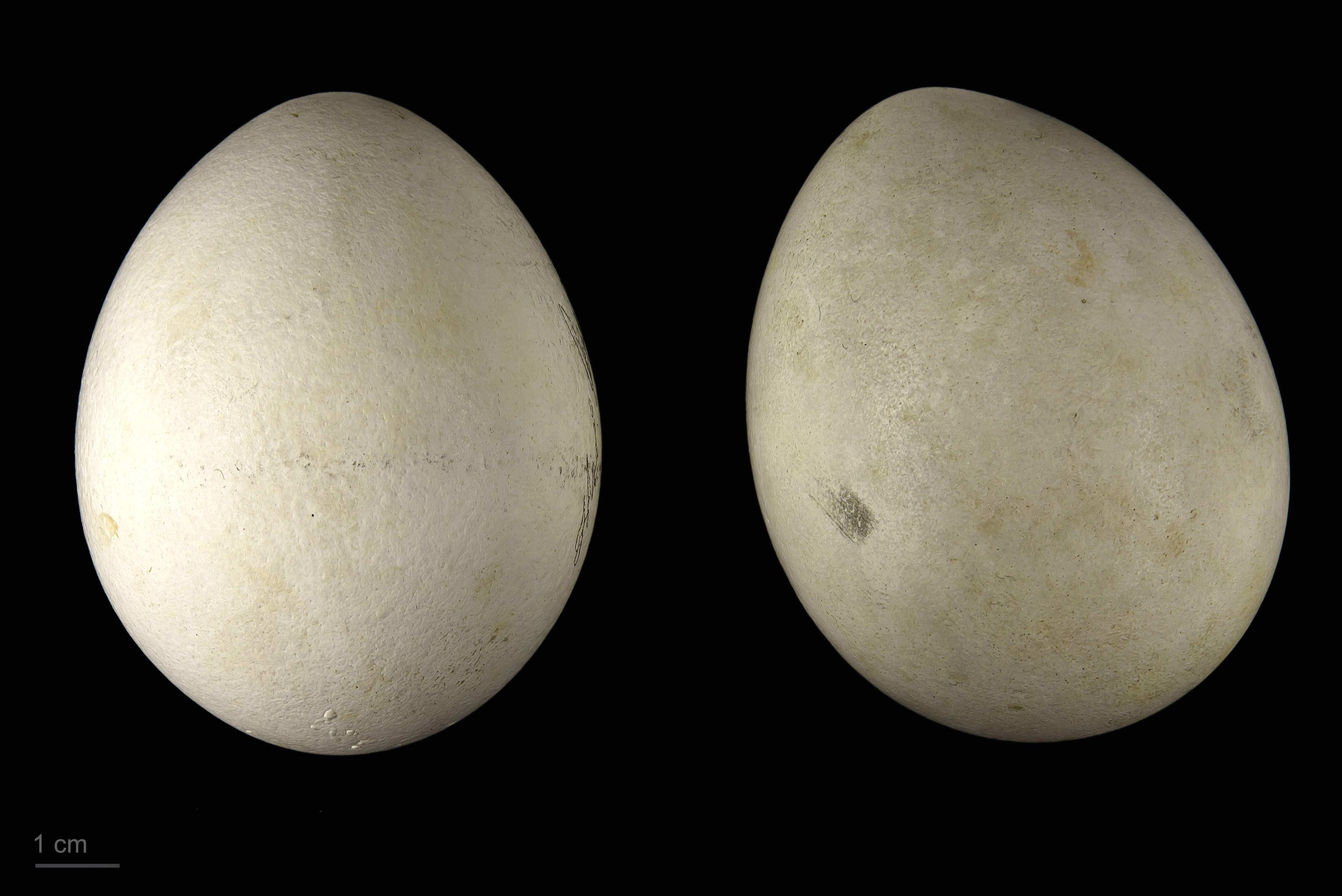
Haliaeetus leucoryphus

Anche la stagione della riproduzione varia molto geograficamente, iniziando in marzo nel nord dell'areale, ma agli inizi di novembre nel sud. I nidi vengono costruiti da entrambi i partner, che sono monogami, nei punti più alti degli alberi che crescono lungo le rive dei fiumi o in prossimità dei laghi. Costruito all'incirca nell'arco di un mese, il nido consiste in una grande piattaforma di ramoscelli foderata con fieno, giunchi, paglia, rametti sottili e foglie verdi. Vengono deposte da una a tre uova, che si schiudono 40-45 giorni dopo, a distanza di un paio di giorni l'una dall'altra. Comunque vadano le cose, l'ultimo pulcino della nidiata è destinato a morire, dal momento che non è in grado di competere abbastanza con i fratelli più grandi per impadronirsi del cibo portato dai genitori. Sia il maschio che la femmina si prendono cura dei piccoli, portando loro cibo al nido e difendendoli dai predatori. Una volta messe le piume, i giovani rimangono nelle vicinanze del nido fino a quando non imparano a volare.

### Migrazioni
Sebbene questa specie abbia abitudini migratorie, è molto difficile comprendere quali siano i suoi spostamenti. Gli esemplari provenienti dalle regioni più fredde, in cui laghi e fiumi possono gelare completamente durante l'inverno, migrano probabilmente verso sud al di fuori della stagione della nidificazione. Alcuni esemplari di una certa zona possono essere stanziali, mentre altri possono avere un comportamento migratorio; tutto ciò rende molto difficile agli studiosi valutare quale sia la causa dei viaggi migratori e quali siano i segnali che attivano il comportamento migratorio.

## Conservazione
In passato l'aquila pescatrice di Pallas era molto più comune. Fino alla prima metà del XX secolo era solita riprodursi lungo le rive del Caspio, dove l'ultima coppia nidificante si riprodusse nel 1947. All'inizio del secolo scorso la specie nidificava ancora in Crimea. Probabilmente la specie non nidifica più entro i confini dell'ex Unione Sovietica, dove per tutto il XX secolo è stata ancora piuttosto numerosa in Kazakistan. Non sono disponibili informazioni recenti riguardo alla situazione della specie in Myanmar, Mongolia e Cina. In Pakistan la popolazione totale è stata stimata nel 1974 a meno di 40 coppie, e in Bangladesh si ritiene che il numero effettivo sia ancora più basso. In India la specie sembra essere un po' più numerosa. Il numero complessivo di esemplari viene stimato da un minimo di 2500 a un massimo di 10.000 unità.